# Mirosław Mosór
Mirosław Mosór (ur. 25 lutego 1968 w Skawinie) – piłkarz polski grający na pozycji pomocnika.

## Kariera
Karierę piłkarską Mosór rozpoczął w klubie Ruch Chorzów. W 1987 roku awansował do kadry pierwszej drużyny Ruchu i w sezonie 1987/1988 zadebiutował w nim w drugiej lidze. W 1988 roku wywalczył z Ruchem awans do pierwszej ligi. W pierwszej lidze zadebiutował w 13 sierpnia 1988 w wygranym 1:0 domowym meczu z ŁKS-em Łódź. W sezonie 1988/1989 wywalczył z Ruchem tytuł mistrza Polski, czternasty w historii tego klubu. W 1995 roku spadł z Ruchem do drugiej ligi, a w sezonie 1995/1996 zdobył z nim Puchar Polski oraz powrócił do ekstraklasy. W Ruchu grał jeszcze w rundzie jesiennej sezonu 1996/1997.
Karierę sportową Mosór kończył latem 1997 jako zawodnik Wawelu Kraków, w którym grał wiosną 1997.
Ogółem w polskiej ekstraklasie Mosór rozegrał 167 meczów i strzelił 5 bramek.

## Osiągnięcia
- Mistrz Polski (z Ruchem Chorzów): 1989